# Alfredo Harp Helú

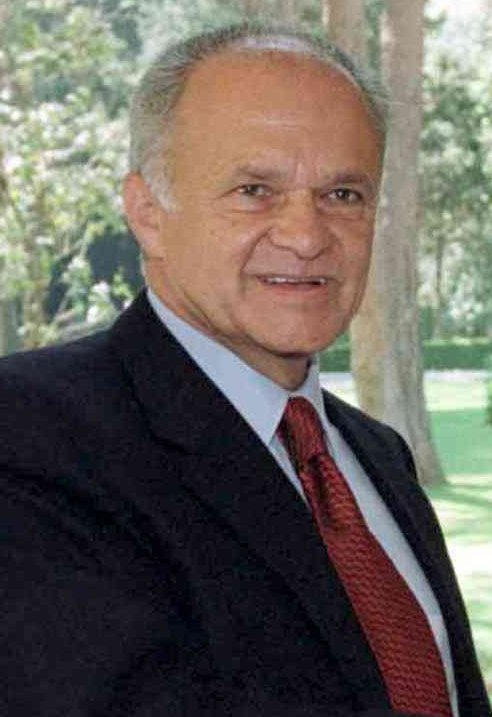
Alfredo Harp Helú

Alfredo Harp Helú (* 1944 in Mexiko-Stadt) ist ein mexikanischer Unternehmer.

## Leben
Gemeinschaftlich mit Roberto Hernández Ramírez gründete er das Unternehmen Grupo Financiero Banamex. Helú ist nach Angaben des US-amerikanischen Forbes Magazin einer der reichsten Mexikaner. Der reichste Mexikaner Carlos Slim Helú ist sein Cousin.
1994 wurde Helú entführt und nach Zahlung eines Lösegeldes wieder freigelassen.